# Distrito de Kalisz
Kalisz (polaco: powiat kaliski) es un distrito (powiat) del voivodato de Gran Polonia (Polonia). Fue constituido el 1 de enero de 1999 como resultado de la reforma del gobierno local de Polonia aprobada el año anterior. Su sede administrativa es Kalisz, aunque la ciudad no forma parte de él y por sí misma es otro distrito distinto. Además de con dicha ciudad, limita con otros seis distritos: al norte con Konin, al nordeste con Turek, al este con Sieradz, al sur con Ostrzeszów y al oeste con Ostrów Wielkopolski y Pleszew; y está dividido en nueve municipios (gmina): uno urbano-rural (Stawiszyn) y diez rurales (Blizanów, Brzeziny, Ceków-Kolonia, Godziesze Wielkie, Koźminek, Lisków, Mycielin, Opatówek, Szczytniki y Żelazków). En 2011, según la Oficina Central de Estadística polaca, el distrito tenía una superficie de 1159,99 km² y una población de 81 388 habitantes.